# سربرگ
سربرگ بخشی در بالای نامه‌های اداری است که شامل نام سازمان، نشان و آدرس می‌باشد. معمولاً از یک نام و آدرس و یک آرم یا یک طرح شرکتی و بعضاً یک الگوی پس زمینه تشکیل شده است. اصطلاح "سربرگ" اغلب برای اشاره به کل صفحه ای که با چنین عنوان چاپ شده است ، به کار می رود.
سربرگ ها معمولاً به روش افست چاپ می‌شوند و تمام رنگی هستند. در بیشتر کشورها از جمله ایران اندازه برگه سربرگ به‌طور معمول A4 می‌باشد. (210 میلیمتر در 297 میلیمتر)

## نگارخانه

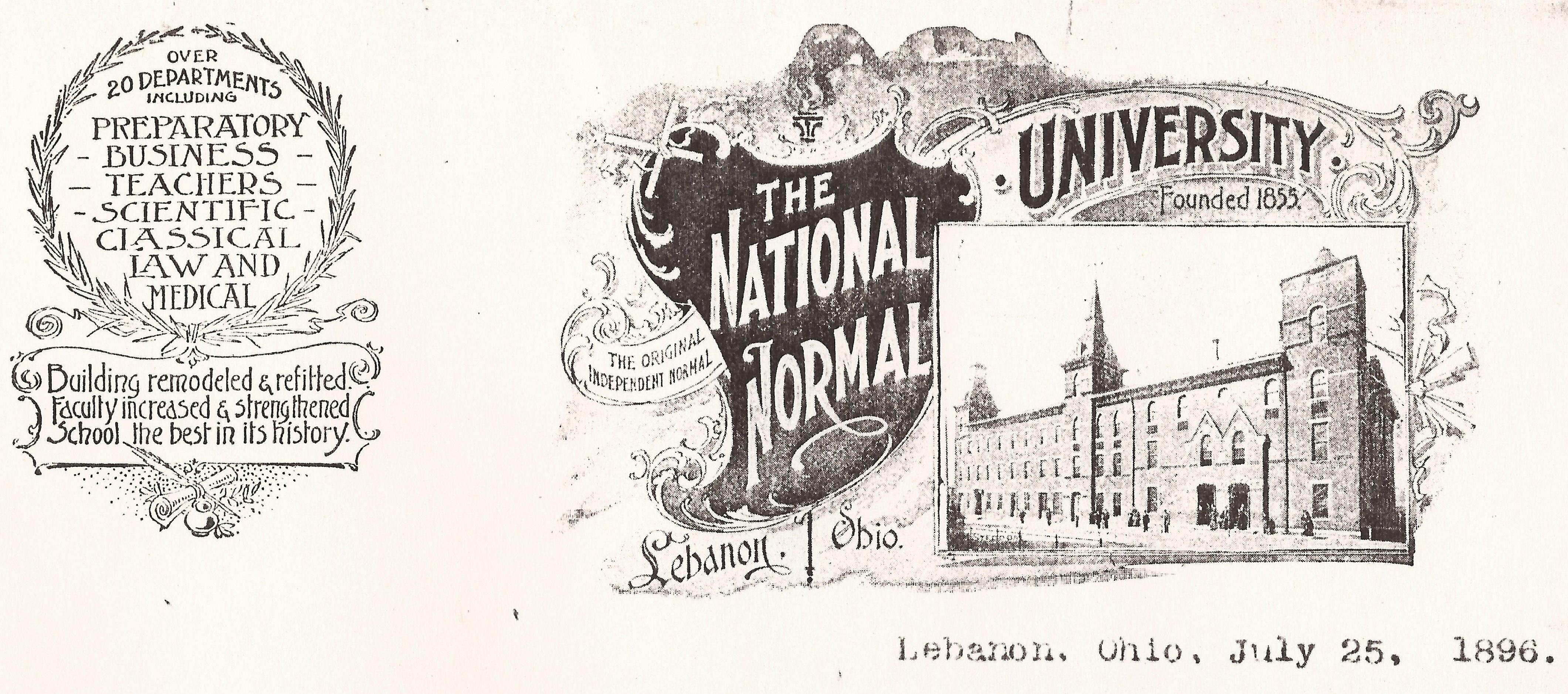